# Lars Kinström
Lars Kinström, född 14 augusti 1710 i Risinge, Östergötlands län, död 6 december 1763 i Hedvig Eleonora församling i Stockholm, var en svensk organist och instrumentmakare. Hans systerson Matthias Lundbom var klavermakare och organist i Stockholm. 

## Biografi
Kinström föddes 1710 i Risinge socken i Östergötland och var son till befallningsmannen på Finspångs slott Vaste Kinström (1673–1738) och Rebecka Wetterström (död 1729). Fadern härstammade från Kisa socken och modern hörde eventuellt till den släkt Wetterström som har anknytning till Malexander. Kinström studerade 1730–1731 i Uppsala. Han var domkyrkoorganist 1736–1737 i Strängnäs domkyrkoförsamling. Kinström var organist 1738–1763 i Ladugårdslands församling i Stockholm och hade sin arbetsplats i Hedvig Eleonora kyrka). De bodde där på kvarteret valfisken nr 39. Han blev 1741 erbjuden tjänst som domkyrkoorganist i Åbo domkyrka, men tillträde aldrig tjänsten.
1742 fick Kinström beviljat privilegium att bygga cembalo, klavikord och klaver d'amour med mera. Han byggde även cymbaler och orgelverk.
Han ägde ett hus på kvarteret Valfisken nummer 35 i Hedvig Eleonora.
Han avled av slag 1763 i Hedvig Eleonora och begravdes den 10 december.

## Familj
Kinström gifte sig omkring 1736  första gången med Maria Elisabeth Ekman (död 1748). Hon var dotter till organisten Lars Ekman i Strängnäs. De fick tillsammans en Rebecka Christina (född före 1736), Johanna Charlotta (född 1739), Catharina Elisabeth (född 1742), Maja Gretha (född 1745) och Jacob (född 1746). Kinström gifte sig andra gången 10 oktober 1751 i Hedvig Eleonora församling, Stockholm med Christina Westervik. Hon var dotter till snickaråldermannen Erik Westerwik. De fick tillsammans barnen Lars (född 1753), Erik Vaste (född 1755), son (född 1757) och Johan Gustaf (född 1759).

## Instrument
| År   | Instrument                   | Summa |
| 1761 | Ett klaver och fyra cymbaler | 933   |
| 1762 | -                            | 333   |
| 1763 | -                            | 466   |

### Lista över orglar
| År   | Ursprunglig kyrka | Stift            | Bild | Manualer | Pedal | Stämmor | Bevarad orgel/fasad | Övrigt                                                                                                 |
| ---- | ----------------- | ---------------- | ---- | -------- | ----- | ------- | ------------------- | --- |
| 1753 | Torneå kyrka      | Härnösands stift |      |          |       | 7       |                     | Orgeln reparerades 1769 av Svalberg.                                                                   |
| 1762 | Hacksta kyrka     | Uppsala          |      |          |       | 7       | Nej/Ja              | Byggdes tillsammans med Jacob Westervik. En ny orgel byggdes 1932 av Erik Henrik Eriksson, Sundbyberg. |

### Lista över klaver
- 1748 - Klavikord med bihängd pedal. Står idag på Jämtlands museum.
- 1752 - Klavikord. Tillhörde 1903 Vicke Andrén. Står idag på Musikmuseet i Stockholm.
- Två stycken cembalo.

## Medarbetare
- Anders Svalberg (född 1715). Han var 1754 gesäll hos Kinström. Han var gifte.[7]
- Jacob Westervik. Han var 1760 gesäll hos Kinström.[8]
- Matthias Lundbom. Han var 1760 lärogosse hos Kinström.[8]